# Смяна на платната
„Смяна на платната“ (на английски: Changing Lanes) е американски драматичен трилър от 2002 година на режисьора Роджър Мичъл, с участието на Бен Афлек и Самюъл Джаксън. Филмът разказва за успешен млад адвокат от Уолстрийт (Афлек), който случайно катастрофира с колата си в превозно средство, управлявано от застраховател-алкохолик на средна възраст (Джаксън). След като адвокатът напуска мястото на инцидента, двамата мъже се опитват да се свържат един с друг, захващайки се с различни неморални и незаконни действия, които в крайна сметка оказват голямо влияние върху живота на двамата.
Филмът е издаден на 12 април 2002 г. в Северна Америка от Paramount Pictures. Филмът е оценен положително от критиците и е успех в бокс офиса, спечелвайки почти 95 милиона долара срещу бюджет от 45 милиона долара. Сценаристите Чап Тейлър и Майкъл Толкин са номинирани за наградата WAFCA за най-добър оригинален сценарий за своята работа.

## Сюжет
В Ню Йорк, чернокож застраховател на средна възраст на име Дойл Гипсън е реабилитиращ се алкохолик, който посещава клуба на Анонимните Алкохолици, за да остане трезвен. В същата сутрин, когато Гипсън отива на изслушване, за да се опита да възвърне попечителството над децата си, успешният, бял, млад адвокат на Уол Стрийт, Гавин Банек, се разсейва по време на шофиране и се удря с новия Mercedes CLK320 в по-старата Toyota Corolla на Гипсън. Банек бърза да се яви в съда, за да подаде документ за завещание, което ще докаже, че мъртвец е подписал договор с адвокатската кантора на Банек. Гипсън също бърза да стигне до изслушване, за да спори за съвместното попечителство на синовете му с отчуждената му съпруга. Банек се опитва да преметне Гипсън с празен чек, като по този начин нарушава закона. Гипсън отказва да приеме чека и изразява желанието си да „направи това правилно“, но Банек, чиято кола все още се движи, настоява веднага да напусне. Той оставя Гипсън стъписан, като му казва: „по-добър късмет следващия път“. След като пристига в съда със закъснение, Гипсън научава, че съдията го е осъдил, като е отсъжда родителските права на съпругата на Гипсън, като по този начин я подпомага в начинанието ѝ да се премести в Орегон, без да знае, че Гипсън ще купи къща там и ще я даде на съпругата и децата си като част от усилията му да направи съвместното попечителство удачно за всички.
Когато Банек влиза в съда, той осъзнава, че е изтървал важен документ на мястото на инцидента, а съдията му дава срок да го донесе до края на деня. Гипсън, който намира документа, е разкъсан и първоначално отказва да го върне на Банек. Банек, който отчаяно иска да си върне документите, отива при „поправчик“, съмнителен компютърен хакер, и го кара да изключи възможността на Гъпсън за изтегляне на кредит, като по този начин унищожава шанса на Гипсън да закупи ново жилище, за да задържи семейството си. Гипсън обезумява, когато разбира, че шансовете му за изтегляне на кредит са съсипани и той отново започва да пие. Решен да отмъсти на Банек, Гипсън премахва няколко болта от едно от колелата на Банек и Банек претърпява леки наранявания, след като автомобилът му катастрофира на магистралата. Разгневен, Банек отива в началното училище на децата на Гипсън и казва на училищните служители, че Гипсън планира да отвлече момчетата, след което Гипсън е арестуван и влиза в затвора. Неговата разярена жена заявява намерението си да продължи напред с отвеждането на синовете им в Орегон, заявявайки че Гипсън никога повече няма да ги види.
И двамата мъже, разтърсени от последствията от своите действия, започват да преосмислят желанието си за отмъщение и се опитват да намерят изход. Макар да изглежда малко вероятно, някой от двамата да постигне това, на което се е надявал, те решават да се откажат и да направят това, което е правилно, извинявайки се един на друг. Гипсън връща досието, съдържащо пълномощното, за което Банек научава, че е незаконно, като го използва, за да изнудва шефа си да извършва бизнес честно и да получи одобрение да представлява Гипсън, за да помогне за разрешаването на неговите правни проблеми. Банек посещава съпругата на Гипсън и я моли да му „даде пет минути“. На следващия ден докато върви, Гипсън забелязва, че съпругата и синовете му стоят от другата страна на улицата и му се усмихват.

## Актьорски състав
| Роля             | Изпълнител            |
| ---------------- | --------------------- |
| Гейвън Банек     | Бен Афлек             |
| Дойл Гипсън      | Самюъл Джаксън        |
| Валери Гипсън    | Ким Стаунтън          |
| Мишел            | Тони Колет            |
| Стивън Делано    | Сидни Полак           |
| Г-жа Делано      | Тина Слоан            |
| Уолтър Арнел     | Ричард Дженкинс       |
| Стивън Гипсън    | Акил Уолкър           |
| Дани Гипсън      | Кол Хокинс            |
| Елън             | Илин Джет             |
| Мина Дун         | Дженифър Дундас Роу   |
| Рон Кабот        | Мат Малой             |
| Синтия Банек     | Аманда Пийт           |
| Съдия Абарбарнел | Майра Лукреция Тейлър |
| Джо Кауфман      | Брус Алтман           |
| Съдия Косел      | Джо Грифаси           |
| Джина Гуглиота   | Лиса Легуилоу         |
| Саран Уиндсор    | Анджела Гьотълс       |
| Тайлър Коен      | Кевин Сусман          |
| Шерил Бикбърг    | Сюзън Варон           |
| Спонсор          | Уилям Хърт            |
| Сийвърс          | Майкъл Патрик Макграт |
| Карлайл          | Джон Бенджамин Хики   |
| Финч             | Дилан Бейкър          |

## Български дублаж
| Озвучаващи артисти  | Христина Ибришимова Ани Василева Петя Миладинова Светозар Кокаланов Васил Бинев Николай Николов |
| Преводач            | Ирина Ценкова                                                                                   |
| Тонрежисьор         | Цветомир Цветков                                                                                |
| Режисьор на дублажа | Димитър Кръстев                                                                                 |